# رؤيا جبرائيل
رؤيا جبرائيل، أو حجر يسلسون، هو لوح حجري يحتوي على 87 سطرًا من النص العبري مكتوبًا بالحبر، ويحتوي على مجموعة من النبوءات القصيرة. ويرجع تاريخها إلى أواخر القرن الأول قبل الميلاد أو أوائل القرن الأول الميلادي وهي مهمة لفهم التوقعات المسيحية اليهودية في فترة الهيكل الثاني.

## الوصف
رؤيا جبرائيل هو عبارة عن لوح من الحجر الجيري الرمادي. يحتوي على 87 سطرًا من النص العبري، مكتوبًا بالحبر. يبلغ قياسه 37 سم  (عرض) و93  أو 96  سم (طول). في حين أن الجزء الأمامي من الحجر مصقول، فإن الجزء الخلفي خشن، مما يشير إلى أنه تم تثبيته على حائط.
اللوح عبارة عن مجموعة من النبوءات القصيرة التي كتبها شخص ما بالضمير المتكلم باسم جبرائيل لشخص آخر بالضمير المفرد. أُرخت الكتابة إلى القرن الأول قبل الميلاد أو أوائل القرن الأول الميلادي من خلال نصها ولغتها. ويشير تحليل ديفيد حميدوفيتش إلى أنها تعود إلى حوالي 50 قبل الميلاد. ووجد أن التربة الملتصقة تتوافق بشكل كبير مع المنطقة الواقعة شرق شبه جزيرة اللسان في البحر الميت. تعتبر هذه القطعة الأثرية نادرة نسبيًا في استخدام الحبر على الحجر.
وقد وصف العلماء نوع رؤيا جبرائيل بأنه نبوي، على الرغم من أن عالم العبرية التوراتية. إيان يونج يعرب عن دهشته لأنه لا يُستخدم اللغة العبرية المميزة للنصوص النبوية التوراتية. يصف علماء آخرون نوعه بأنه حوار كاشف يشبه سفر عزرا الرابع أو سفر باروخ الثاني، أو حتى سفر نهاية العالم.

## الأصول والاستقبال
يقال إن اللوح الذي لم يتم تحديد أصله قد عثر عليه رجل بدوي في الأردن على الضفة الشرقية للبحر الميت حوالي عام 2000. في أرض مملوكة لغسان الريحاني، وهو تاجر آثار أردني يعمل في الأردن ولندن، والذي باعها لديفيد جيسلسون، وهو جامع آثار سويسري إسرائيلي. في وقت شرائه، يقول جيسلسون أنه لم يكن على علم بأهميته. يذكر ليني وولف، تاجر الآثار في القدس، أنه رأى اللوحة قبل أن يحصل عليها الريحاني. كما تذكر آدا يارديني خبيرة علم الكتابة القديمة والنقوش العبرية أنها رأت صور اللوح لأول مرة في عام 2003.

## التفسير والأهمية
قد أثار هذا الاكتشاف جدلاً بين العلماء. قام إسرائيل كنول، الخبير في اللغة التلمودية والكتابية في الجامعة العبرية في القدس، بترجمة السطر 80 من النقش على النحو التالي: "بعد ثلاثة أيام، عش، أنا جبرائيل آمرك". وفسر هذا على أنه أمر من الملاك جبرائيل بالقيامة من بين الأموات خلال ثلاثة أيام، وفهم أن المتلقي لهذا الأمر هو سمعان البيراوي، وهو متمرد يهودي قتله الرومان عام 4 م.وأكد كنول أن النتيجة "تستدعي إعادة تقييم كاملة لجميع الدراسات السابقة حول موضوع المسيحانية، اليهودية والمسيحية على حد سواء".
ومع ذلك، أعاد علماء آخرون بناء الكتابة الباهتة على الحجر ككلمة مختلفة تمامًا، رافضين قراءة كنول. حيث قرأ رونالد هندل (2009) النص كالآتي: "في ثلاثة أيام، ستظهر العلامة" وحظيت هذه القراءة بدعم واسع النطاق. وفي عام 2011، اعترف كنول أن "العلامة" هي قراءة أكثر احتمالية من "العيش"، على الرغم من أنه يصر على أن "العيش" هي قراءة ممكنة. ولا يزال كنول يعتقد أن الخلفية التاريخية للنقش هي كما ذكر أعلاه.
يعتبر رؤيا جبرائيل مهمة لمناقشة علمية أوسع نطاقًا حول التوقعات المسيحية اليهودية في فترة الهيكل الثاني، وتحديدًا موضوعات المسيح المتألم والمسيح بن يوسف، بالإضافة إلى المسيح الداودي.